# جک ای. کانگر
جک یوجین کانگر (زاده ۶ آوریل ۱۹۲۱ - درگذشته ۲۲ آوریل ۲۰۰۶) یک افسر نیروی دریایی ایالات متحده بود. او یک خلبان تکخال بود که ۱۰ هواپیمای دشمن را سرنگون کرد و در طول جنگ جهانی دوم نشان نیروی دریایی را دریافت کرد.

## اوایل زندگی
جک ای کانگر در ۶ آوریل ۱۹۲۱ در اورینت، آیووا به دنیا آمد. در دوران دبیرستان، او در یک سینما در سیوکس فالز، داکوتای جنوبی کار می‌کرد. یک روز، کانگر یکی دیگر از خلبان‌های آینده نیروی دریایی به نام جو فاس را پس از اینکه او دزدکی وارد شده بود بیرون کرد.

## جنگ جهانی دوم
کانگر در مارس ۱۹۴۱ از دموین آیووا به عضویت سپاه تفنگداران دریایی درآمد. او به عنوان یک هوانورد نیروی دریایی تعیین شد و با شروع جنگ جهانی دوم به اسکادران رزمی دریایی 212 (VMF-212) وارد شد.
VMF-212 در اکتبر ۱۹۴۲ به هندرسون فیلد در گوادالکانال رسید. هندرسون فیلد هر روز توسط هواپیماهای ژاپنی بمباران می‌شد و اسکادرانی که در فرودگاه ساکن بود نیروی هوایی کاکتوس نامیده می‌شد. ستوان یکم کانگر در ۱۶ اکتبر پروازهای جنگی را آغاز کرد و بمب افکن‌های ژاپنی را رهگیری و سرنگون کرد و کشتی‌ها و مواضع زمینی دشمن را مورد حمله قرار داد.
در ۲۵ اکتبر، ستوان یکم کانگر سه میتسوبیشی زیرو را در جریان یک درگیری ساقط کرد. سپس کانگر چهارمین زیرو را دنبال کرد. کانگر در حالی که آخرین مهمات خود را خرج می‌کرد و مصمم بود هواپیما را نابود کند، سعی کرد از ملخ هواپیما برای بریدن سکان دم هواپیمای ژاپنی استفاده کند. کانگر که فاصله بین هواپیمای خود و او را اشتباه در نظر گرفت، به آن برخورد کرد و کل دم را از بین برد. سپس هر دو هواپیما شروع به سقوط از آسمان کردند و هر دو خلبان نجات یافتند و با چتر به داخل دریا افتادند.
یک قایق نجات تفنگداران دریایی ستوان کانگر را از آب بیرون آورد و کانگر تفنگداران دریایی را متقاعد کرد که به خلبان ژاپنی شلیک نکنند. کانگر دستش را دراز کرد تا او را سوار قایق کند، اما او سعی کرد با تپانچه نامبو خود به کانگر شلیک کند. وقتی تپانچه غرق در آب شلیک نکرد، کانگر خود را به عقب پرت کرد و کمرش را مجروح کرد. خلبان ژاپنی سپس سعی کرد به خود شلیک کند و تپانچه دوباره شلیک نکرد. کانگر به سر او ضربه زد و او را به داخل قایق کشید.
VMF-212 در نوامبر ۱۹۴۲ گوادالکانال را ترک کرد. ستوان یکم کانگر به دلیل شجاعت در سرنگونی ۱۰ هواپیمای دشمن در گوادالکانال، نشان صلیب نیروی دریایی را دریافت کرد.
در مارس ۱۹۴۴، سرگرد کانگر به اسکادران ۱۱۴ جنگنده دریایی (VMF-114) وارد شد. کانگر تا فوریه ۱۹۴۵ در مأموریت‌های درگیری در جزایر سولومون و جزایر کارولین غربی شرکت کرد. در مارس ۱۹۴۵، او به تجهیزات و مواضع ژاپنی در جزایر فیلیپین حمله کرد. کانگر در این دوره دو صلیب پرواز ممتاز دریافت کرد.

## شغل و زندگی
کنگر بعدها در طول جنگ کره اقداماتی انجام داد. او در سال ۱۹۶۴ با درجه سرهنگی از نیروی دریایی بازنشسته شد
در آوریل ۱۹۹۰، کانگر با ایشیکاوا همان خلبان ژاپنی در موزه ملی جنگ اقیانوس آرام در فردریکزبورگ، تگزاس ملاقات کرد. ایشیکاوا از کانگر برای نجات جانش ۴۸ سال قبل در گوادالکانال تشکر کرد.
جک ای کانگر در ۲۲ آوریل ۲۰۰۶ در هاولاک، کارولینای شمالی درگذشت. او در گورستان ملی آرلینگتون به خاک سپرده شد.